# Güzeloluk (Erdemli)
Güzeloluk ist ein Ort im Bezirk Erdemli der türkischen Provinz Mersin. Der Ort war Zentrum eines Bucak. Seit einer Gebietsreform 2014 ist der Ort kein Dorf mehr, sondern ein Ortsteil des Bezirkszentrums Erdemli. Bis 1920 war der Name des Dorfes Keloluk.
Güzeloluk liegt im Zentrum des Landkreises, etwa 30 Kilometer nordwestlich von Erdemli und 50 Kilometer westlich der Provinzhauptstadt Mersin. Es ist über eine Landstraße mit Erdemli verbunden. Der Ort liegt am Südhang des Bergzugs Göktepe Dağı, eines Teils des Zentraltaurusgebirges. Die Straße von Güzeloluk nach Erdemli, dem antiken Kalanthia, entspricht einer Seitenstraße der in der Tabula Peutingeriana verzeichneten Fernstraße von Ikonion (Konya) nach Pompeiopolis (bei Mersin).